# Frisjön
För andra betydelser, se Frisjön (olika betydelser).
Frisjön är en sjö i Borås kommun och Marks kommun i Västergötland och ingår i Viskans huvudavrinningsområde. Sjön är 30,5 meter djup, har en yta på 7,08 kvadratkilometer och befinner sig 122,1 meter över havet. Sjön avvattnas av vattendraget Häggån som har sin början här.
Frisjön är belägen i området mellan Kinnarumma, Ljushult och Skephult. Sjön bestod från början av tre olika sjöar men efter uppdämningen av Häggårdaviken och kraftstationen där så dämdes dessa tre sjöar upp till en. På grund av regleringen vid dammen så kan vattennivån variera med över en meter. Kraftstationen styrs från värmekraftverket i Borås kontrollrum.

## Delavrinningsområde
Frisjön ingår i delavrinningsområde (638940-132838) som SMHI kallar för Utloppet av Frisjön. Medelhöjden är 144 meter över havet och ytan är 55,21 kvadratkilometer. Räknas de 5 avrinningsområdena uppströms in blir den ackumulerade arean 150,33 kvadratkilometer. Häggån som avvattnar avrinningsområdet har biflödesordning 2, vilket innebär att vattnet flödar genom totalt 2 vattendrag innan det når havet efter 84 kilometer. Avrinningsområdet består mestadels av skog (69 %). Avrinningsområdet har 7,86 kvadratkilometer vattenytor vilket ger det en sjöprocent på 14,2 %.